# Caius Marcius Figulus
Caius Marcius Figulus est un homme politique romain du IIe siècle av. J.-C.
En 169 av. J.-C., il est préteur, chargé de la flotte romaine pendant la troisième guerre de Macédoine
En 162 av. J.-C., il est élu consul avec Publius Cornelius Scipio Nasica Corculum.
En 156 av. J.-C., il devient de nouveau consul avec Lucius Cornelius Lentulus Lupus.